# Елюй Ахай
Елюй Ахай (ок. 1150 — ок. 1222) — член знатного киданьского рода Елюй, служивший чжурчженьской династии Цзинь. В период правления цзиньского императора Чжан-цзуна (1189—1208) он был направлен послом к кэрэитскому Ван-хану, в ставке которого повстречал Тэмуджина (впоследствии — Чингис-хан). Елюй Ахай решил поступить к нему на службу и пообещал оставить заложника. На следующий год Елюй Ахай привёз Тэмуджину в качестве заложника своего младшего брата Елюй Тухуа. Братья перешли на службу к основателю Монгольской империи ещё до 1203 года, так как известно, что они принимали участие в принесении клятвы верности родственниками и соратниками Тэмуджина накануне разгрома Ван-хана.
Елюй Ахай возглавлял монгольские войска, совершившие в 1205 году набег на Тангутское царство и взявшие два тангутских города — Хэйчэн и Динчжоу

(у Рашид ад-Дина — Лигили и Лосы

). Братья Елюй участвовали в монгольском походе против Цзинь в 1211 году. Они захватили императорские табуны в провинции Суйюань и отогнали их монголам. В 1214 г. братья были проводниками армии Самохэ, наступавшей на Чжунду. Елюй Ахай сопровождал Чингис-хана в среднеазиатском походе и был назначен комендантом гарнизона в захваченном Самарканде. В 1222 году он был поставлен главным даругачи над городами Средней Азии, но вскоре скончался в Самарканде.

## В кинематографе
- Елюй Ахай как военачальник Чингисхана фигурирует в китайско-монгольском 30-серийном сериале «Чингисхан» (серии 25, 26).

## Источник
- Мэн-да бэй-лу («Полное описание монголо-татар») / Пер. Н. Ц. Мункуева. — М.: Наука, 1975.